# Vadim Kapranov
Vadim Pavlovitsj Kapranov (Russisch: Вадим Павлович Капранов) (Moskou, 26 februari 1940 – aldaar, 4 juni 2021) was een basketbalspeler die uitkwam voor het basketbalteam van de Sovjet-Unie.

## Carrière
Kapranov was een één meter negentig lange shooting-guard. Kapranov begon in 1958 bij Dinamo Moskou. In 1961 ging hij naar Boerevestnik Moskou. In 1964 ging Kapranov naar CSKA Moskou. Met CSKA werd Kapranov zeven keer landskampioen van de Sovjet-Unie in 1965, 1966, 1969, 1970, 1971, 1972 en 1973. Ook won Kapranov met CSKA twee keer de USSR Cup in 1972 en 1973. Kapranov won met CSKA Moskou de EuroLeague in 1969 en 1971. In 1969 won hij met CSKA Moskou de EuroLeague Men door Real Madrid uit Spanje na twee verlengingen met 103-99 te verslaan. In 1971 won hij weer met CSKA Moskou de EuroLeague Men door Ignis Varese uit Italië met 67-53 te verslaan. Kapranov won een keer de bronzen medaille voor de Sovjet-Unie op de Olympische Spelen van 1968.

## Coach
Kapranov begon als hoofdcoach bij het vrouwenteam van CSKA Moskou in 1975. Hij bleef hoofdcoach tot 1981. In 1981 ging Kapranov naar het herenteam van CSKA Moskou maar maakte het seizoen niet af en werd vervangen door Sergej Belov. In 1982 keerde hij terug bij het vrouwen team van CSKA. In 1983 werd Kapranov assistent-coach onder hoofdcoach Lidia Aleksejeva bij het vrouwenteam van de Sovjet-Unie. Ze wonnen goud op de Wereldkampioenschappen in 1983. Ook wonnen ze goud op de Vriendschapsspelen in 1984. In 1985 werd Kapranov hoofdcoach van het vrouwenteam van de Sovjet-Unie. Hij won goud op het Europees kampioenschap in 1985. Hij kreeg de onderscheiding Geëerd Coach van de Sovjet-Unie. In 1988 werd hij hoofdcoach van CSKA Damascus in Syrië. In 1991 werd Kapranov assistent-coach onder hoofdcoach Jevgeni Gomelski bij het vrouwenteam van de Sovjet-Unie. Ze wonnen goud op het Europees kampioenschap in 1991. In 1992 was Kapranov assistent-coach onder hoofdcoach Jevgeni Gomelski van het GOS op de Olympische Spelen in Barcelona. Ze wonnen de gouden medaille. In 1992 werd Kapranov hoofdcoach bij Challes-les-Eaux Basket in Frankrijk. Hij werd één keer Landskampioen van Frankrijk in 1993. In 1993 verhuisde hij naar CJM Bourges Basket in Frankrijk, waar hij tot 1999 bleef. Hij werd vijf keer landskampioen van Frankrijk in 1995, 1996, 1997, 1998 en 1999. Ook won hij twee keer de Tournoi de la Fédération in 1996 en 1999. In 1995 won hij met Bourges de Ronchetti Cup en in 1997 en 1998 won hij de EuroLeague Women. In 1999 ging hij naar Gustino Powerbasket Wels in Oostenrijk. In 2000 verhuisde hij naar Villa Pini Chieti in Italië. In 1996 werd hij hoofdcoach van het vrouwenteam van Rusland op de Olympische Spelen. Ze werden daar vijfde. Van 1998 tot 1999 was hij weer assistent-coach onder hoofdcoach Jevgeni Gomelski van het vrouwenteam van Rusland. In 2001 werd hij opnieuw hoofdcoach van het vrouwenteam van Rusland.
Kapranov overleed op 4 juni 2021 aan de gevolgen van COVID-19.

## Erelijst
- Landskampioen Sovjet-Unie: 7
  - Winnaar: 1965, 1966, 1969, 1970, 1971, 1972, 1973
- Bekerwinnaar Sovjet-Unie: 2
  - Winnaar: 1972, 1973
- EuroLeague Men: 2
  - Winnaar: 1969, 1971
  - Runner-up: 1970, 1973
- Olympische Spelen:
  - Brons: 1968

## Speler
4 Krikun ·
5 Paulauskas ·
6 Sakandelidze ·
7 Kapranov ·
8 Selichov ·
9 Polivoda ·
10 Belov ·
11 Tomson ·
12 Kovalenko ·
13 Volnov  ·
14 Lipso ·
15 Andrejev ·
Coach: Gomelski
· Assistent-coach: Ozerov
· Assistent-coach: 

## Assistent-coach
4 Šidlauskaitė ·
5 Barisjeva ·
6 Barel ·
7 Ivinskaja ·
8 Boerjakina ·
9 Sjoevajeva ·
10 Semjonova ·
11 Rogozjyna ·
12 Tsjaoesova ·
13 Soecharnova ·
14 Šulskytė ·
15 Savitskaja ·
Coach: Aleksejeva
· Assistent-coach: Kapranov
· Assistent-coach: 
4 Šidlauskaitė ·
5 Belasjapka ·
6 Barel ·
7 Jakovleva ·
8 Boerjakina ·
9 Sjoevajeva ·
10 Semjonova ·
11 Rogozjyna ·
12 Tsjaoesova ·
13 Soecharnova ·
14 Koeriksja ·
15 Savitskaja ·
Coach: Aleksejeva
· Assistent-coach: Kapranov
· Assistent-coach: 
4 Zjyrko ·
5 Baranova ·
6 Sjevtsjoek ·
7 Mozgovaja ·
8 Boermistrova ·
9 Tkatsjenko ·
10 Minch ·
11 Choedasjova ·
12 Soemnikova ·
13 Boenatjants ·
14 Zasoelskaja ·
15 Zaboloejeva ·
Coach: Gomelski
· Assistent-coach: Kapranov
· Assistent-coach: 
4 Zjyrko ·
5 Baranova ·
6 Gerlits ·
7 Tornikidoe ·
8 Sjvajbovitsj ·
9 Tkatsjenko ·
10 Minch ·
11 Choedasjova ·
12 Soemnikova ·
13 Boenatjants ·
14 Zasoelskaja ·
15 Zaboloejeva ·
Coach: Gomelski
· Assistent-coach: Kapranov
· Assistent-coach: 
4 Psjikova ·
5 Nikonova ·
6 Roetkovskaja  ·
7 Marilova ·
8 Baranova ·
9 Minajeva ·
10 Choedasjova ·
11 Stepanova ·
12 Abrosimova ·
13 Skopa ·
14 Zasoelskaja ·
15 Zaboloejeva ·
Coach: Gomelski
· Assistent-coach: Kapranov
· Assistent-coach: 
4 Nikonova ·
5 Kalmykova ·
6 Roetkovskaja  ·
7 Abrosimova ·
8 Baranova ·
9 Skopa ·
10 Choedasjova ·
11 Stepanova ·
12 Soemnikova ·
13 Sjakirova ·
14 Zasoelskaja ·
15 Zaboloejeva ·
Coach: Gomelski
· Assistent-coach: Kapranov
· Assistent-coach: 

## Coach
4 Šidlauskaitė ·
5 Tuomaitė ·
6 Barel ·
7 Ivinskaja ·
8 Boerjakina ·
9 Jakovleva ·
10 Semjonova ·
11 Komarova ·
12 Tsjaoesova ·
13 Soecharnova ·
14 Koeriksja ·
15 Savitskaja ·
Coach: Kapranov
· Assistent-coach: 
· Assistent-coach: 
4 Šidlauskaitė ·
5 Tuomaitė ·
6 Barel ·
7 Tornikidoe ·
8 Boerjakina  ·
9 Jakovleva ·
10 Semjonova ·
11 Moeravjeva ·
12 Belasjapka ·
13 Koedrevatova ·
14 Koeriksja ·
15 Gerlits ·
Coach: Kapranov
· Assistent-coach: 
· Assistent-coach: 
4 Nikonova ·
5 Konovalova ·
6 Roetkovskaja  ·
7 Stepanova ·
8 Baranova ·
9 Svinoechova ·
10 Koeznetsova ·
12 Soemnikova ·
13 Sjakirova ·
14 Psjikova ·
15 Zaboloejeva ·
Coach: Kapranov
· Assistent-coach: Groedin
· Assistent-coach: 
4 Nikonova  ·
5 Rachmatoelina ·
6 Artesjina ·
7 Archipova ·
8 Baranova ·
9 Skopa ·
10 Choedasjova ·
11 Stepanova ·
12 Kalmykova ·
13 Karpova ·
14 Osipova ·
15 Korstin ·
Coach: Kapranov
· Assistent-coach: 
· Assistent-coach: 
4 Sjnjoekova ·
5 Rachmatoelina ·
6 Artesjina ·
7 Archipova ·
8 Baranova  ·
9 Skopa ·
10 Korstin ·
11 Osipova ·
12 Kalmykova ·
13 Zakaljoechnaja ·
14 Sjtsjegoleva ·
15 Goestilina ·
Coach: Kapranov
· Assistent-coach: 
· Assistent-coach: 
4 Artesjina ·
5 Rachmatoelina ·
6 Firsova ·
7 Goestilina ·
8 Baranova  ·
9 Skopa ·
10 Korstin ·
11 Stepanova ·
12 Kalmykova ·
13 Sjtsjegoleva ·
14 Osipova ·
15 Archipova ·
Coach: Kapranov
· Assistent-coach: 
· Assistent-coach: 
4 Artesjina ·
5 Rachmatoelina ·
6 Vodopjanova ·
7 Goestilina ·
8 Baranova  ·
9 Sjtsjegoleva ·
10 Korstin ·
11 Stepanova ·
12 Kalmykova ·
13 Karpova ·
14 Osipova ·
15 Archipova ·
Coach: Kapranov
· Assistent-coach: Loenitsjkin
· Assistent-coach: Groedin